# V-Dragon

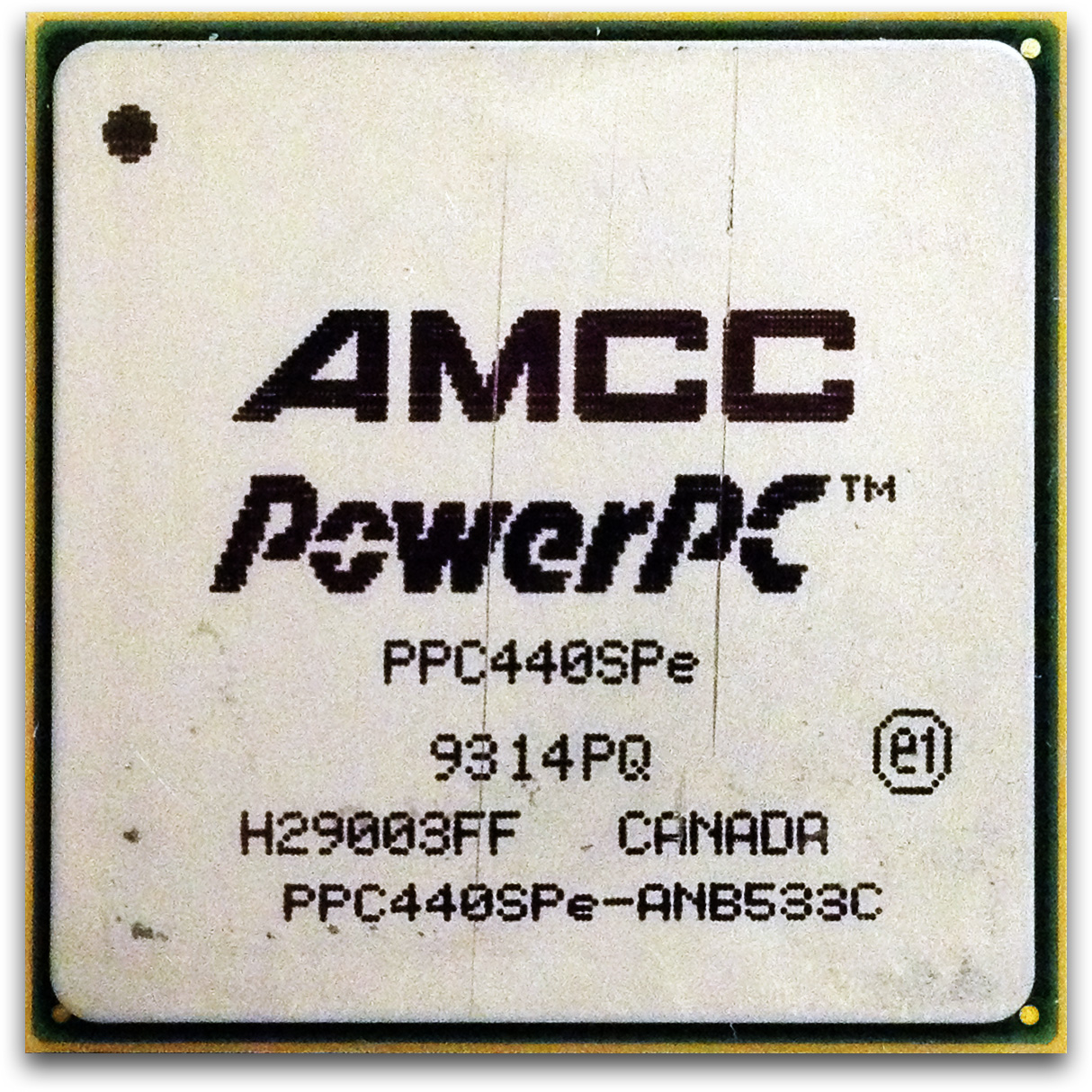
533 MHz AMCC PowerPC 440SPe Prozessor von einer RAID-Karte in einem Apple Xserve.

V-Dragon ist ein embedded Prozessor der für den chinesischen Markt und für das Betriebssystem Linux entwickelt wurde.
Ursprünglich basierte der Prozessor auf einem PowerPC 405 Core von IBM. In einer gemeinsamen Entwicklung erweiterten IBM und das chinesische Unternehmen Culturecom das PowerPC Design und ergänzten eine optionale Funktionseinheit für die Ausgabe Chinesischer Zeichen. Es handelte sich bei dieser ersten Version um eine 32-bit RISC CPU, welche bis zu 16 kB Instruktions- und 16 kB Daten-Cache besitzt. Der integrierte Schriftgenerator unterstützt über 32.000 Zeichen. Die ab 2003 entwickelte zweite generation V-Dragon wurde von dem chinesischen Unternehmen Culturecom Holdings in Zusammenarbeit mit Transmeta und eForce neu entwickelt.
Diese weitestgehend in China realisierte zweite Version, die auf dem Prozessor-Design von Transmeta aufbaut, ist für die Chinesen ein besonderer Meilenstein, da so keinerlei Lizenzen an westliche Unternehmen gezahlt werden müssen. Zudem ist die Entwicklung speziell auf die Anforderungen der asiatischen Welt angepasst, wo zusätzlich zu Zeichen und Ziffern auch Schriftzeichen verwendet werden. Der V-Dragon ist mit einem eigenen Schriftgenerator ausgestattet der bis zu 55000 Schriftzeichen hardwareunterstützt verarbeiten kann. Somit wird bei der Schriftdarstellung weit aus weniger Rechenleistung benötigt als bei den sonst arbeitenden Grafikkarten, das spart Ressourcen und Energie.
Die Rechenleistung soll auf Pentium 3 Niveau mit ca. 400 MHz liegen, das System kann max. 1 GB RAM adressieren. Von Culturecom wird ein Motherboard mit einfacher Grafikengine angeboten, welches 4 USB, LAN und 3 PCI sowie ein ISA Slot bietet – AGP ist nicht verfügbar. In China wird man, trotz der moderaten Rechenleistung sicherlich keine Probleme mit dem Absatz haben – die Westliche Welt hingegen nutzt derartige, vergleichsweise  leistungsschwache Systeme aber dennoch im embedded Bereich. Mitte 2003 gibt Culturecom Holdings Ltd. Bestellzahlen von über 100.000 Stück an.